# 令和国民会議
令和国民会議（れいわこくみんかいぎ、英語名：Reinventing Infrastructure of Wisdom and Action (ReIWA)、通称：令和臨調）は、経済界、労働界、学識者などの有志が集まり、「日本社会と民主主義の持続可能性」の実現を目指す任意の組織。

## 概要

### 設立の経緯
2022年2月28日、「令和臨調構想」を発表。
2022年6月19日、日本生産性本部会長の茂木友三郎、同副会長の小林喜光、佐々木毅、増田寛也が共同代表となって正式発足。事務局は日本生産性本部が務める。

### 特徴
共同代表制を設けており、意思決定機関として共同代表による「共同代表会議」を設置している。
各種交流組織として、「平成デモクラシー史検証会議」、「令和交流ひろば」などを設けている。
公式サイトでは「令和臨調」の名を掲げている。